# Wahlkreis Eppendorf – Winterhude
Der Wahlkreis 8 Eppendorf – Winterhude ist ein Wahlkreis zur Wahl der Hamburgischen Bürgerschaft. Er ist nach dem Hamburger Wahlrecht ein Mehrmandatswahlkreis, in dem vier Bürgerschaftsabgeordnete in Direktwahl oder nach Wahlkreislisten gewählt werden. Bis einschließlich 2011 war er auch ein Wahlkreis zur Wahl der Bezirksversammlung im Bezirk Hamburg-Nord.
Der Wahlkreis umfasst die Stadtteile Hoheluft-Ost, Eppendorf und Winterhude. Er liegt nördlich des Hamburger Stadtzentrums. Benachbarte Wahlkreise sind Fuhlsbüttel – Alsterdorf – Langenhorn im Norden, Barmbek – Uhlenhorst – Dulsberg im Osten, Rotherbaum – Harvestehude – Eimsbüttel-Ost im Süden und Lokstedt – Niendorf – Schnelsen im Westen.

## Strukturdaten
Im Wahlkreis leben gut 91.000 Menschen, davon sind etwas mehr als 69.000 wahlberechtigt. Die Wahlbeteiligung lag bei den vergangenen Bürgerschaftswahlen 2020 mit 73,3 Prozent deutlich über der Gesamtbeteiligung in Hamburg mit 63,0 Prozent.
Die Bevölkerungsdichte im Wahlkreis beträgt 8390 Einwohner/km² und liegt damit deutlich über dem Hamburger Durchschnitt von 2455 Einwohner/km². Die unter 18-Jährigen bilden einen Anteil von 11,0 Prozent an der Gesamtbevölkerung (Hamburg 15,7 Prozent), die über 65-Jährigen 15,2 Prozent (18,8 Prozent). Der Ausländeranteil bewegt sich mit 12,2 Prozent unter dem Durchschnitt von 14,8 Prozent. Der Anteil ausländischer Schüler beträgt 12,5 Prozent gegenüber 15,6 Prozent in ganz Hamburg.
In der Sozialstruktur zeichnet sich der Wahlkreis durch einen unterdurchschnittlichen Anteil von Leistungsempfängern nach dem Zweiten Buch Sozialgesetzbuch (Arbeitslosengeld II, sogenanntes Hartz IV), eine niedrigere Arbeitslosenquote und einen niedrigen Anteil von Sozialwohnungen aus. 4,3 Prozent aller Wohnungen sind Sozialwohnungen (Hamburg 13,2 Prozent). Jedem Einwohner steht eine Wohnfläche von 41,6 Quadratmetern zur Verfügung (Hamburg 36,5 Quadratmeter), die Wohnungen sind durchschnittlich 69,6 Quadratmeter groß (71,8 Quadratmeter). Der Anteil der sozialversicherungspflichtig Beschäftigten lag im Jahre 2006 mit 50,1 Prozent über dem Hamburger Durchschnitt von 47,3 Prozent. Die Arbeitslosenquote betrug im September desselben Jahres 5,1 Prozent und lag damit unter der Quote von 7,8 Prozent in ganz Hamburg. Ein großer Teil der Arbeitslosen erhält Leistungen nach dem Sozialgesetzbuch II (Hartz IV), im Juni 2006 waren es im Gebiet des Wahlkreises 3,2 Prozent der Bevölkerung, in Hamburg durchschnittlich 5,7 Prozent. Von der Gesamtbevölkerung des Wahlkreises erhielten im September 2006 nur 5,3 Prozent Hartz-IV-Leistungen gegenüber im Durchschnitt 11,9 Prozent in Hamburg.
Die Kriminalitätsrate liegt im Wahlkreis Eppendorf – Winterhude unter dem Hamburger Durchschnitt. Die Zahl der gesamten Straftaten je 1000 Einwohner beträgt 102 (Hamburg 137 je 1000 Einwohner), die Zahl der Gewaltdelikte zwei (Hamburg fünf) und die Zahl der Diebstähle 55 je 1000 Einwohner (Hamburg 63).

## Wahlen

### Bürgerschaftswahl 2020
Zur Bürgerschaftswahl traten im Wahlkreis Eppendorf – Winterhude folgende Parteien, Wählergruppen und Einzelkandidaten mit Wahlkreisbewerbern an (Reihenfolge wie auf dem Stimmzettel):
- SPD (8 Kandidaten)
- CDU (8 Kandidaten)
- Die Linke (4 Kandidaten)
- FDP (8 Kandidaten)
- Volt (3 Kandidaten)
- GRÜNE (2 Kandidaten)
- AfD (1 Kandidat)
- ödp (1 Kandidat)
- Freie Wähler (1 Kandidat)

69.409 Personen waren wahlberechtigt. Jeder Wähler hatte fünf Stimmen für die Landesliste und fünf Stimmen für die Wahlkreislisten. Diese fünf Stimmen konnten beliebig auf die Kandidaten (Wahlkreis und Landesliste) und Gesamtlisten (nur Landeslisten) der Parteien verteilt werden. Die Wahlbeteiligung betrug 73,3 Prozent. 0,8 Prozent der abgegebenen Stimmzettel für die Landesliste sowie 1,1 Prozent der Stimmzettel für die Wahlkreislisten waren ungültig. Für die Landeslisten wurden 250.049 gültige Stimmen abgegeben, für die Wahlkreislisten insgesamt 249.276.
Gewählte Abgeordnete:
- Dagmar Wiedemann (SPD)
- Götz T. Wiese (CDU)
- Sina Imhof (GRÜNE)
- Andrea Nunne (GRÜNE)

| Partei       | Landesliste Parteistimmen in Prozent | Wahlkreisliste in Prozent | Landesliste Parteistimmen | Landesliste Listenstimmen | Landesliste Persönlichkeitsstimmen | Wahlkreisliste |
| ------------ | ------------------------------------ | ------------------------- | ------------------------- | ------------------------- | ---------------------------------- | -------------- |
| SPD          | 34,1                                 | 27,8                      | 85.155                    | 38.803                    | 45.317                             | 69.278         |
| CDU          | 11,2                                 | 14,9                      | 27.938                    | 17.061                    | 10.637                             | 37.204         |
| Die Linke    | 7,6                                  | 9,2                       | 19.070                    | 12.916                    | 6.084                              | 22.970         |
| FDP          | 6,8                                  | 7,4                       | 17.016                    | 10.346                    | 6.580                              | 18.423         |
| Grüne        | 32,1                                 | 32,8                      | 80.308                    | 49.555                    | 30.403                             | 81.798         |
| AfD          | 2,6                                  | 2,4                       | 6.467                     | 4.705                     | 1.672                              | 5.973          |
| ödp          | 0,6                                  | 1,4                       | 1.479                     | 1.203                     | 271                                | 3.374          |
| Freie Wähler | 0,4                                  | 0,7                       | 999                       | 777                       | 222                                | 1.665          |
| Volt         | 2,1                                  | 3,4                       | 5.222                     | 4.188                     | 1.034                              | 8.591          |

Auf die Landeslisten der Parteien ohne eigene Wahlkreislisten entfielen 2,5 Prozent der abgegebenen gültigen Stimmen.

### Bürgerschaftswahl 2015
Zur Bürgerschaftswahl traten im Wahlkreis Eppendorf – Winterhude folgende Parteien, Wählergruppen und Einzelkandidaten mit Wahlkreisbewerbern an (Reihenfolge wie auf dem Stimmzettel):
- SPD (8 Kandidaten)
- CDU (8 Kandidaten)
- Die Linke (7 Kandidaten)
- GRÜNE (4 Kandidaten)
- FDP (3 Kandidaten)
- AfD (3 Kandidaten)
- Piraten (1 Kandidat)

67.049 Personen waren wahlberechtigt. Jeder Wähler hatte fünf Stimmen für die Landesliste und fünf Stimmen für die Wahlkreislisten. Diese fünf Stimmen konnten beliebig auf die Kandidaten (Wahlkreis und Landesliste) und Gesamtlisten (nur Landeslisten) der Parteien verteilt werden. Die Wahlbeteiligung betrug 65,3 Prozent. 1,8 Prozent der abgegebenen Stimmzettel für die Landesliste sowie 1,9 Prozent der Stimmzettel für die Wahlkreislisten waren ungültig. Für die Landeslisten wurden 213.516 gültige Stimmen abgegeben, für die Wahlkreislisten insgesamt 212.063.
Gewählte Abgeordnete:
- Annegret Kerp-Esche (SPD)
- Jenspeter Rosenfeldt (SPD)
- Jens Wolf (CDU)
- Martin Bill (GRÜNE)

| Partei    | Landesliste Parteistimmen in Prozent | Wahlkreisliste in Prozent | Landesliste Parteistimmen | Landesliste Listenstimmen | Landesliste Persönlichkeitsstimmen | Wahlkreisliste |
| --------- | ------------------------------------ | ------------------------- | ------------------------- | ------------------------- | ---------------------------------- | -------------- |
| SPD       | 41,3                                 | 36,2                      | 88.173                    | 40.461                    | 47.712                             | 76.716         |
| CDU       | 17,3                                 | 22,5                      | 36.989                    | 20.919                    | 16.070                             | 47.760         |
| Die Linke | 7,6                                  | 8,6                       | 16.276                    | 10.526                    | 5.750                              | 18.249         |
| FDP       | 9,9                                  | 6,9                       | 21.207                    | 12.431                    | 8.776                              | 14.623         |
| Grüne     | 16,3                                 | 19,8                      | 34.789                    | 23.408                    | 11.381                             | 41.978         |
| AfD       | 3,8                                  | 4,1                       | 8.094                     | 5.604                     | 2.490                              | 8.693          |
| Piraten   | 1,3                                  | 1,9                       | 2.799                     | 2.230                     | 569                                | 4.044          |

Auf die Landeslisten der Parteien ohne eigene Wahlkreislisten entfielen 2,5 Prozent der abgegebenen gültigen Stimmen.

### Bürgerschaftswahl 2011
Zur Bürgerschaftswahl traten im Wahlkreis Eppendorf – Winterhude folgende Parteien, Wählergruppen und Einzelkandidaten mit Wahlkreisbewerbern an (Reihenfolge wie auf dem Stimmzettel):
- CDU (8 Kandidaten)
- SPD (8 Kandidaten)
- GRÜNE/GAL (8 Kandidaten)
- FDP (8 Kandidaten)
- Die Linke (5 Kandidaten)
- Freie Wähler (2 Kandidaten)

64.052 Personen waren wahlberechtigt. Jeder Wähler hatte fünf Stimmen für die Landesliste und fünf Stimmen für die Wahlkreislisten. Diese fünf Stimmen konnten beliebig auf die Kandidaten (Wahlkreis und Landesliste) und Gesamtlisten (nur Landeslisten) der Parteien verteilt werden. Die Wahlbeteiligung betrug 65,2 Prozent. 2,0 Prozent der abgegebenen Stimmzettel für die Landesliste sowie 2,8 Prozent der Stimmzettel für die Wahlkreislisten waren ungültig. Für die Landeslisten wurden 203.100 gültige Stimmen abgegeben, für die Wahlkreislisten insgesamt 200.937.
Gewählte Abgeordnete:
- Andreas C. Wankum (CDU)
- Anja Domres (SPD)
- Daniel Gritz (SPD)
- Anja Hajduk (GRÜNE/GAL)

Für Hajduk und Domres, die im Verlaufe der Wahlperiode ihre Mandate niederlegten, rückten Martin Bill (Grüne) und Jenspeter Rosenfeldt (SPD) nach.
| Partei       | Landesliste Parteistimmen in Prozent | Wahlkreisliste in Prozent | Landesliste Parteistimmen | Landesliste Listenstimmen | Landesliste Persönlichkeitsstimmen | Wahlkreisliste |
| ------------ | ------------------------------------ | ------------------------- | ------------------------- | ------------------------- | ---------------------------------- | -------------- |
| CDU          | 20,8                                 | 22,9                      | 42.191                    | 24.327                    | 17.864                             | 45.988         |
| SPD          | 45,3                                 | 41,0                      | 92.040                    | 47.130                    | 44.910                             | 82.412         |
| GRÜNE/GAL    | 15,6                                 | 20,5                      | 31.600                    | 19.692                    | 11.908                             | 41.244         |
| FDP          | 8,6                                  | 8,1                       | 17.550                    | 10.135                    | 7.415                              | 16.352         |
| Die Linke    | 5,1                                  | 5,8                       | 10.385                    | 6.476                     | 3.909                              | 11.693         |
| Freie Wähler | 0,8                                  | 1,6                       | 1.597                     | 1.033                     | 564                                | 3.246          |

Auf die Landeslisten der Parteien ohne eigene Wahlkreislisten entfielen 3,8 Prozent der abgegebenen gültigen Stimmen.

### Wahl der Bezirksversammlung 2011
Zur Wahl der Bezirksversammlung Hamburg-Nord traten im Wahlkreis Eppendorf – Winterhude folgende Parteien, Wählergruppen und Einzelkandidaten mit Wahlkreisbewerbern an (Reihenfolge wie auf dem Stimmzettel):
- CDU (18 Kandidaten)
- FDP (18 Kandidaten)
- SPD (15 Kandidaten)
- GAL (10 Kandidaten)
- Die Linke (7 Kandidaten)
- Freie Wähler (2 Kandidaten)

Zur Wahl der Bezirksversammlung waren auch Staatsangehörige der Mitgliedstaaten der Europäischen Union wahlberechtigt. Die Anzahl der Wahlberechtigten war mit 67.184 Personen deshalb größer als bei der Bürgerschaftswahl. Die Möglichkeit zur Verteilung der Stimmen auf Gesamtlisten und einzelne Bewerber entsprach dem der Wahl zur Bürgerschaft. Die Wahlbeteiligung betrug 63,1 Prozent. 2,4 Prozent der abgegebenen Stimmzettel für die Bezirksliste sowie 3,5 Prozent der Stimmzettel für die Wahlkreislisten waren ungültig. Für die Bezirkslisten wurden 202.947 gültige Stimmen abgegeben, für die Wahlkreislisten insgesamt 201.840.
| Partei       | Bezirksliste Parteistimmen in Prozent | Wahlkreisliste in Prozent | Bezirksliste Parteistimmen | Bezirksliste Listenstimmen | Bezirksliste Persönlichkeitsstimmen | Wahlkreisliste |
| ------------ | ------------------------------------- | ------------------------- | -------------------------- | -------------------------- | ----------------------------------- | -------------- |
| CDU          | 22,6                                  | 22,8                      | 45.965                     | 29.364                     | 16.601                              | 45.944         |
| FDP          | 8,2                                   | 9,4                       | 16.675                     | 10.073                     | 6.602                               | 18.879         |
| SPD          | 40,5                                  | 38,9                      | 82.234                     | 54.532                     | 27.702                              | 78.616         |
| GAL          | 19,2                                  | 21,1                      | 39.030                     | 26.627                     | 12.403                              | 42.666         |
| Die Linke    | 5,4                                   | 6,1                       | 10.906                     | 7.457                      | 3.449                               | 12.396         |
| Freie Wähler | 1,1                                   | 1,7                       | 2.322                      | 1.391                      | 931                                 | 3.339          |

Auf die Bezirkslisten der Parteien ohne eigene Wahlkreislisten entfielen 3,0 Prozent der abgegebenen gültigen Stimmen.

### Bürgerschaftswahl 2008
Zur Bürgerschaftswahl in Hamburg 2008 traten im Wahlkreis Eppendorf – Winterhude fünf Parteien mit eigenen Wahlkreislisten und insgesamt 28 Kandidaten an.
- CDU (8 Kandidaten)
- SPD (3 Kandidaten)
- GAL (4 Kandidaten)
- FDP (8 Kandidaten)
- Die Linke (5 Kandidaten)

62.768 Personen waren wahlberechtigt. Jeder Wähler hatte eine Stimme für die Landesliste und fünf Stimmen für die Wahlkreislisten. Diese fünf Stimmen konnten beliebig auf die Kandidaten und Gesamtlisten der Parteien verteilt werden. Die Wahlbeteiligung betrug bei der Landesliste 72,5 Prozent und bei den Wahlkreislisten 71,4 Prozent. 0,7 Prozent der abgegebenen Stimmzettel für die Landesliste sowie 2,2 Prozent der Stimmzettel für die Wahlkreislisten waren ungültig. Für die Landesliste wurden 45.192 gültige Stimmen abgegeben, für die Wahlkreislisten insgesamt 215.142.
Gewählte Abgeordnete:
- Andreas C. Wankum (CDU)
- Ekkehart Wersich (CDU)
- Anja Domres (SPD)
- Martina Gregersen (GAL)

| Partei    | Landesliste in Prozent | Wahlkreisliste Parteistimmen in Prozent | Landesliste | Wahlkreisliste Parteistimmen | Wahlkreisliste Listenstimmen | Wahlkreisliste Persönlichkeitsstimmen |
| --------- | ---------------------- | --------------------------------------- | ----------- | ---------------------------- | ---------------------------- | ------------------------------------- |
| CDU       | 42,8                   | 38,8                                    | 19.349      | 83.551                       | 54.637                       | 28.914                                |
| SPD       | 31,9                   | 28,9                                    | 14.421      | 62.074                       | 39.960                       | 22.114                                |
| GAL       | 13,3                   | 19,2                                    | 6.014       | 41.311                       | 23.471                       | 17.840                                |
| FDP       | 5,7                    | 7,4                                     | 2.577       | 15.863                       | 8.844                        | 7.019                                 |
| Die Linke | 4,8                    | 5,7                                     | 2.187       | 12.343                       | 7.243                        | 5.100                                 |

Auf die Landeslisten der Parteien ohne eigene Wahlkreislisten entfielen 1,4 Prozent der abgegebenen gültigen Stimmen.

### Wahl der Bezirksversammlung 2008
Zur Wahl der Bezirksversammlung Hamburg-Nord traten im Wahlkreis Eppendorf – Winterhude sechs Parteien mit eigenen Wahlkreislisten und insgesamt 60 Kandidaten an.
- CDU (18 Kandidaten)
- SPD (15 Kandidaten)
- GAL (7 Kandidaten)
- FDP (12 Kandidaten)
- Die Linke (6 Kandidaten)
- HeimatHamburg (2 Kandidaten)

Zur Wahl der Bezirksversammlung waren auch Staatsangehörige der Mitgliedstaaten der Europäischen Union wahlberechtigt. Die Anzahl der Wahlberechtigten war mit 66.070 Personen deshalb größer als bei der Bürgerschaftswahl. Jeder Wähler hatte eine Stimme für die Landesliste und fünf Stimmen für die Wahlkreislisten. Diese fünf Stimmen konnten beliebig auf die Kandidaten und Gesamtlisten der Parteien verteilt werden. Die Wahlbeteiligung bei den Wahlkreislisten betrug 69,5 Prozent. 2,5 Prozent der abgegebenen Stimmzettel für die Wahlkreislisten waren ungültig. Insgesamt wurden 219.214 gültige Stimmen abgegeben.
| Partei        | Sitze | Wahlkreisliste Parteistimmen in Prozent | Wahlkreisliste Parteistimmen | Wahlkreisliste Listenstimmen | Wahlkreisliste Persönlichkeitsstimmen |
| ------------- | ----- | --------------------------------------- | ---------------------------- | ---------------------------- | ------------------------------------- |
| CDU           | 3     | 37,6                                    | 82.352                       | 55.249                       | 27.103                                |
| SPD           | 3     | 28,3                                    | 62.098                       | 37.674                       | 24.424                                |
| GAL           | 2     | 21,2                                    | 46.443                       | 27.914                       | 18.529                                |
| FDP           | 1     | 7,0                                     | 15.365                       | 9.052                        | 6.313                                 |
| Die Linke     | 0     | 5,5                                     | 12.047                       | 7.527                        | 4.520                                 |
| HeimatHamburg | 0     | 0,4                                     | 909                          | 573                          | 336                                   |

### Bürgerschaftswahlen 1966–2020
Die Bürgerschaftswahlen waren bis einschließlich 2004 reine Listenwahlen ohne Wahlkreise. Dargestellt werden deshalb im Zeitraum von 1966 bis 2004 (6.–18. Wahlperiode) die zusammengefassten Wahlergebnisse der Stadtteile im Wahlkreis. Für die Jahre ab 2008 (ab 19. Wahlperiode) ist das Ergebnis der Landesliste, das für die Mehrheitsverhältnisse in der Bürgerschaft entscheidend ist, angegeben. Es werden nur die Parteien aufgeführt, die im dargestellten Zeitraum in mindestens einem Stadtteil des Wahlkreises einmal mehr als fünf Prozent der abgegebenen gültigen Wählerstimmen auf sich vereinen konnten oder den Einzug in die Bürgerschaft erreichten. In der Summe kann das Ergebnis einer Wahl deshalb kleiner 100 Prozent sein. Alle Ergebnisse sind in Prozent angegeben.
| Partei             | 1966 | 1970 | 1974 | 1978 | 6/1982 | 12/1982 | 1986 | 1987 | 1991 | 1993 | 1997 | 2001 | 2004 | 2008 | 2011 | 2015 | 2020 |
| ------------------ | ---- | ---- | ---- | ---- | ------ | ------- | ---- | ---- | ---- | ---- | ---- | ---- | ---- | ---- | ---- | ---- | ---- |
| SPD                | 55,1 | 53,0 | 43,0 | 49,0 | 41,8   | 50,0    | 40,1 | 47,0 | 47,7 | 39,2 | 34,5 | 40,0 | 31,4 | 31,9 | 45,3 | 41,3 | 34,1 |
| Grüne              |      |      |      |      | 11,9   | 10,8    | 17,2 | 12,0 | 13,4 | 21,9 | 23,1 | 14,7 | 19,0 | 13,3 | 15,6 | 16,3 | 32,1 |
| CDU                | 32,4 | 34,4 | 41,6 | 36,0 | 39,3   | 35,4    | 36,1 | 33,1 | 28,8 | 20,9 | 26,6 | 23,3 | 42,0 | 42,8 | 20,8 | 17,3 | 11,2 |
| Die Linke          |      |      |      |      |        |         |      |      |      |      |      |      |      | 4,8  | 5,1  | 7,6  | 7,6  |
| FDP                | 8,1  | 7,5  | 11,2 | 5,9  | 5,0    | 2,8     | 5,6  | 6,8  | 6,2  | 5,0  | 4,3  | 6,7  | 2,9  | 5,7  | 8,6  | 9,9  | 6,8  |
| AfD                |      |      |      |      |        |         |      |      |      |      |      |      |      |      |      | 3,8  | 2,6  |
| Pro DM/Schill      |      |      |      |      |        |         |      |      |      |      |      | 0,1  | 1,6  |      |      |      |      |
| Schill/Offensive D |      |      |      |      |        |         |      |      |      |      |      | 11,3 | 0,1  |      |      |      |      |
| STATT              |      |      |      |      |        |         |      |      |      | 5,7  | 3,8  | 0,5  |      |      |      |      |      |
| Bunte Liste        |      |      |      | 5,8  |        |         |      |      |      |      |      |      |      |      |      |      |      |

## Belege
Strukturdaten
- Wahlkreis Eppendorf – Winterhude. In: Statistisches Amt für Hamburg und Schleswig-Holstein (Hrsg.): Wahl zur hamburgischen Bürgerschaft 2008, Strukturdaten der Wahlkreise. (statistik-nord.de [PDF; 68 kB]).

Wahlen
- Statistisches Amt für Hamburg und Schleswig-Holstein: Bürgerschaftswahl. In: Wahldatenbank seit 1965. Abgerufen am 1. Januar 2008.
- Wahlkreis 8 Eppendorf - Winterhude. Landeslisten-Stimmen im Vergleich zur Bürgerschaftswahl 2004. In: Statistisches Amt für Hamburg und Schleswig-Holstein (Hrsg.): Endgültiges Ergebnis der Bürgerschaftswahl Hamburg 2008. 6. März 2008 (statistik-nord.de [PDF; 4 kB]).
- Wahlkreis 08 Eppendorf - Winterhude. Parteistimmen. In: Statistisches Amt für Hamburg und Schleswig-Holstein (Hrsg.): Endgültiges Ergebnis der Bürgerschaftswahl Hamburg 2008. 6. März 2008 (statistik-nord.de [PDF; 8 kB]).
- Wahlkreis 8 Eppendorf - Winterhude. Parteistimmen. In: Statistisches Amt für Hamburg und Schleswig-Holstein (Hrsg.): Endgültiges Ergebnis der Bezirksversammlungswahl 2008. (statistik-nord.de [PDF; 39 kB]).
- Wahl zur Bürgerschaft und die Wahlen zu den Bezirksversammlungen am 24. Februar 2008. In: Justizbehörde der Freien und Hansestadt Hamburg (Hrsg.): Amtlicher Anzeiger. Teil II des Hamburgischen Gesetz- und Verordnungsblattes. Bekanntmachungen. Nr. 21, 14. März 2008, S. 658, 669–670 (hamburg.de [PDF; 200 kB]).
- Wahl zur Bürgerschaft und die Wahl zu den Bezirksversammlungen am 24. Februar 2008. In: Justizbehörde der Freien und Hansestadt Hamburg (Hrsg.): Amtlicher Anzeiger. Teil II des Hamburgischen Gesetz- und Verordnungsblattes. Bekanntmachungen. Nr. 22, 18. März 2008, S. 699, 701 (hamburg.de [PDF; 296 kB]).

Einzelnachweise und Anmerkungen
1. 1 2  Anlage zu § 18 Absatz 8. In: Gesetz über die Wahl zur hamburgischen Bürgerschaft. 28. Juli 2007, abgerufen am 18. Februar 2016.
2. 1 2 3 4 5 6  Parteistimmen sind die Summe der Listenstimmen und Persönlichkeitsstimmen. Listenstimmen wurden für die Wahlkreisliste einer Partei abgegeben. Persönlichkeitsstimmen wurden für einzelne Kandidaten abgegeben. Jeder Wähler hatte fünf Stimmen, die beliebig verteilt werden konnten.
3. 1 2  Zulassung der Wahlvorschläge für die Wahl zur Bürgerschaft und die Wahl zu den Bezirksversammlungen am 24. Februar 2008. In: Justizbehörde der Freien und Hansestadt Hamburg (Hrsg.): Amtlicher Anzeiger. Teil II des Hamburgischen Gesetz- und Verordnungsblattes. Nr. 10, 5. Februar 2008, S. 2, 4, 28–29, 87–89 (hamburg.de [PDF; 1,6 MB]).
4. ↑  § 4. In: Gesetz über die Wahl zu den Bezirksversammlungen. 5. Juli 2004, abgerufen am 18. Februar 2016.